# One Team Swimming
One Team Swimming (OTS) is een zwemvereniging die op 27 juli 2006 in Woerden werd opgericht. Aanvankelijk werden de trainingen gegeven door voormalig paralympiër Kasper Engel. OTS traint in het Batensteinbad in Woerden, waar onder andere voormalig olympisch kampioene Marianne Heemskerk sinds 2010 de trainingen verzorgt. De club heeft in haar korte historie met meerdere zwemmers gescoord op de Nederlandse Kampioenschappen. In 2011 nam Femke Remmits op de 50m vlinderslag deel aan het Europees Jeugdkampioenschap in Belgrado. Ook op het NK openwaterzwemmen zijn er meermalen podiumplaatsen gehaald.

## Fusie
In 2012 werd door het bestuur van One Team Swimming een fusietraject met Zwemclub Woerden ingezet, met als doel één zwemclub voor Woerden en omstreken te realiseren. In 2013 stemden de leden van beide verenigingen vóór een fusie, zodat deze beide clubs in 2014 zijn opgegaan in een nieuwe vereniging ZPC Woerden.

## Competitie
De eerste vier jaar in haar bestaan promoveerde OTS viermaal achtereenvolgens, zodat ze in 2010 en ook in 2011 landelijk in de C-klasse van de KNZB uitkomt. In 2012 promoveerde OTS naar de B-competitie, door kampioen te worden. In maart 2013 werd de vijfde plaats in de B-competitie gehaald, waardoor er gepromoveerd werd naar de A-competitie. Conform de reglementen van de KNZB zal na de fusie met de nieuwe vereniging ZPC Woerden in de A-competitie worden uitgekomen.

## Trivia
De clubkleuren zijn lichtblauw met donkerblauw, het motto is One Team out of many